# Новоднепровский сельский совет
Новоднепровский сельский совет (укр. Новодніпровська сільська рада) — входит в состав
Каменско-Днепровского района
Запорожской области
Украины.
Административный центр сельского совета находится в 
с. Новоднепровка.

## История
- 1920 — дата образования.

## Населённые пункты совета
- с. Новоднепровка
- с. Гуртовое
- с. Подовое
- с. Цветковое